# Трапецієподібна кістка
Трапецієподібна кістка, також мала багатокутна кістка (лат. os trapezoideum, os multangulum minus) — одна з кісток зап'ястка. Є найменшою в дистальному ряді зап'ясткових кісток :708. Має клиноподібну (трапецієподібну) форму, з широкою дорсальною частиною і вузькою долонною, та чотири кутові грані, розділені гострими краями. Бере участь в утворенні кісткової основи руки :708. Присутня у всіх ссавців, у плазунів і земноводних їй гомологічна друга дистальна зап'ясткова кістка.

## Поверхні
- Верхня поверхня (facies superior) — чотирибічна, гладка, злегка увігнута, зчленована з човноподібною кісткою.
- Нижня поверхня (facies inferior) — зчленована з проксимальним кінцем другої п'ясткової кістки, утворюючи з останньою другий зап'ястково-п'ястковий суглоб, опукла з боків, увігнута у передньо-задньому напрямку і розділена припіднятим гребенем на дві нерівні грані.
- Дорсальна і долонна поверхні (facies dorsalis, facies palmaris) — мають шерехату структуру, призначену для прикріплення зв'язок; дорсальна дещо більша за розміром.
- Бічна чи латеральна поверхня (facies lateralis) — вигнута і гладка, зчленована з кісткою-трапецією.
- Присередня чи медіальна поверхня (facies medialis) — увігнута і гладка спереду, де зчленовується з головчастою кісткою; шерехата ззаду, де до неї кріпиться міжкісткова зв'язка.

## Галерея

Положення трапецієподібної кістки (виділена червоним). Ліва рука. Анімація.
Трапецієподібна кістка лівої руки великим планом. Анімація.
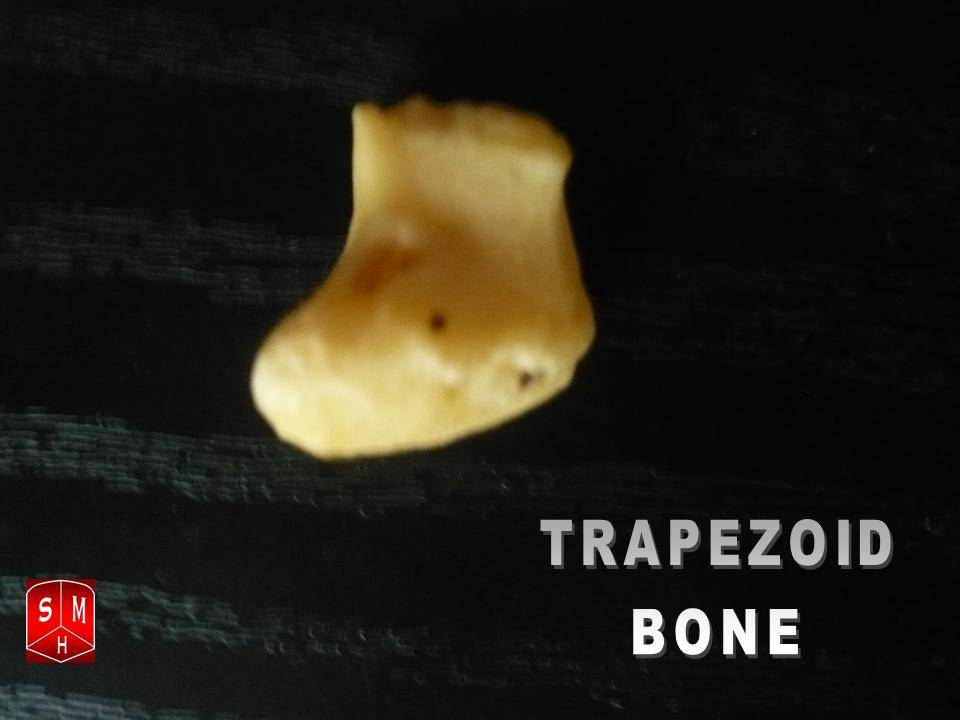
Трапецієподібна кістка.
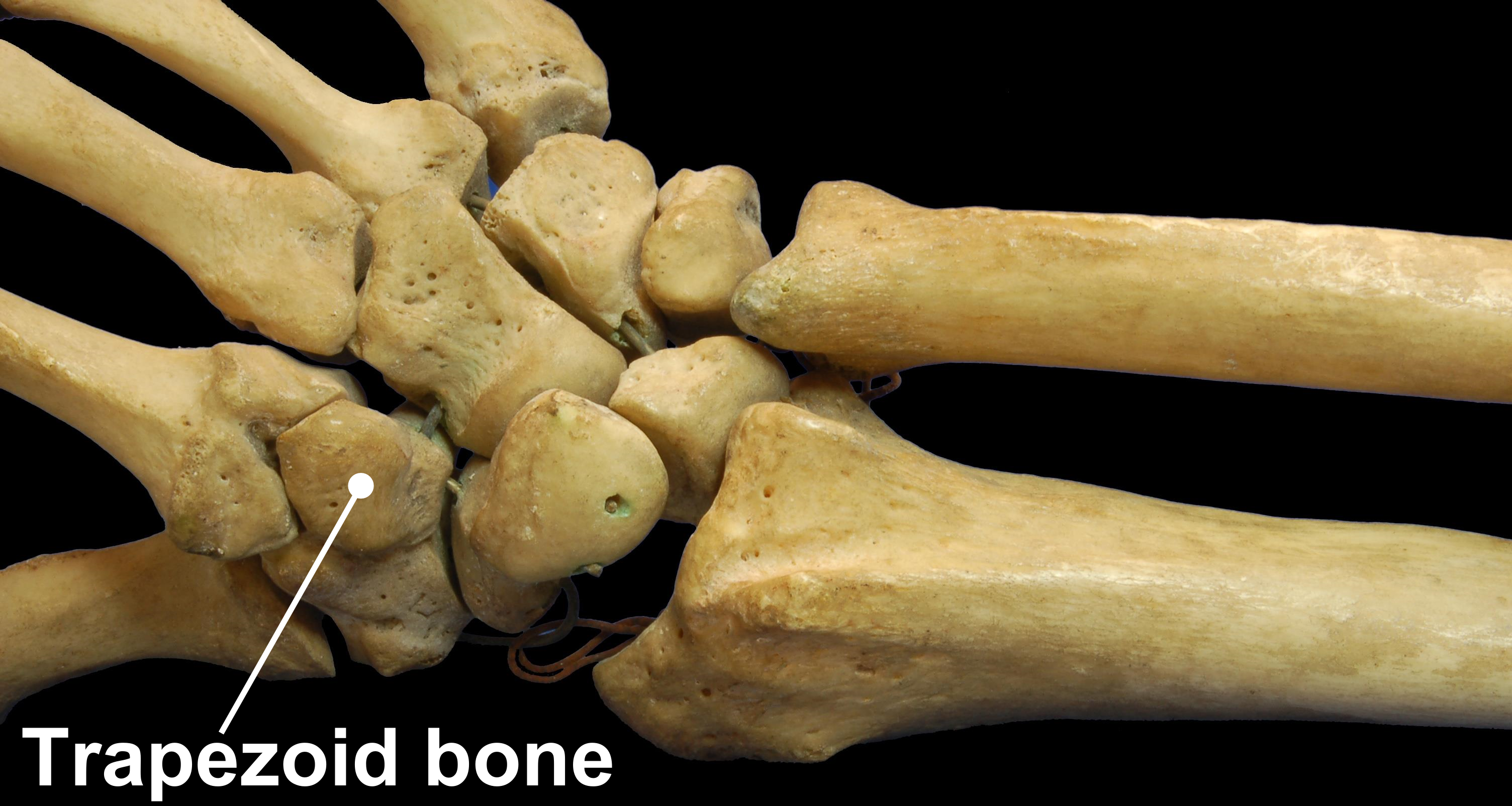
Права рука ззаду (з тильного боку). Великий палець унизу.
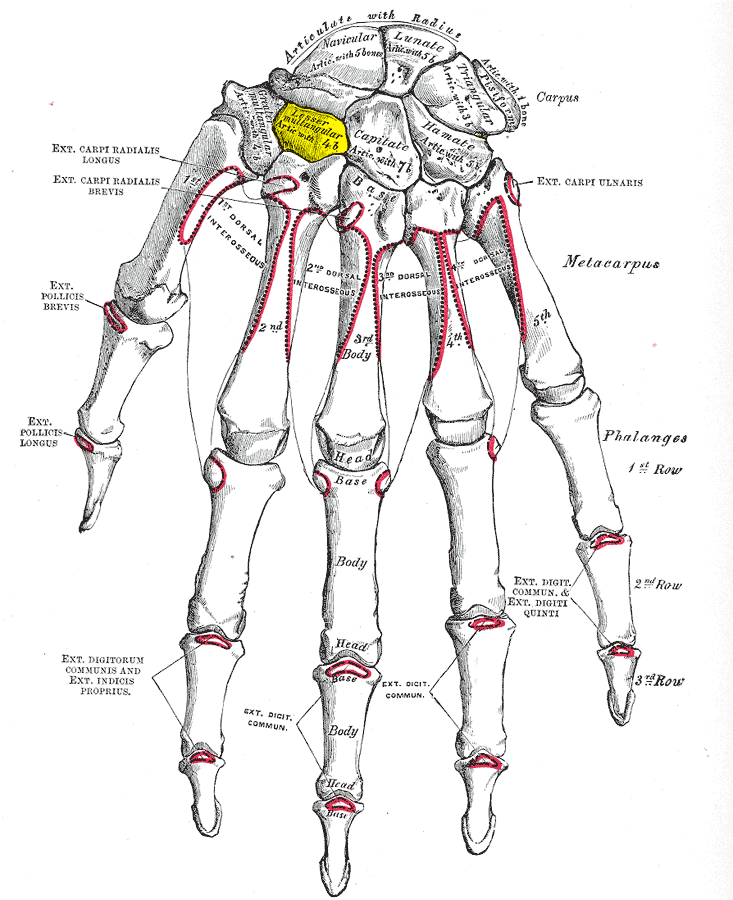
Трапецієподібна кістка (виділена жовтим). Ліва рука. Дорсальна поверхня.
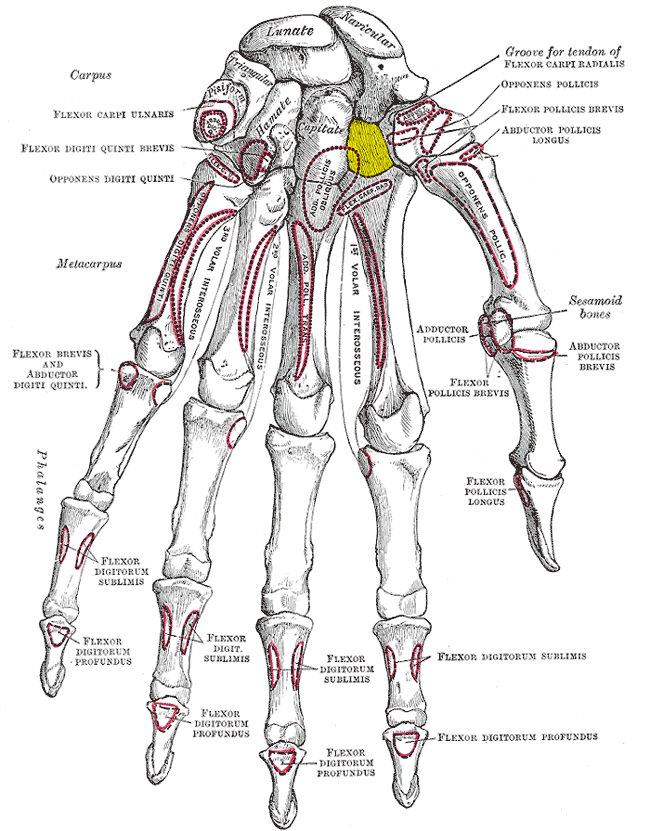
Трапецієподібна кістка (виділена жовтим). Ліва рука. Долонна поверхня.
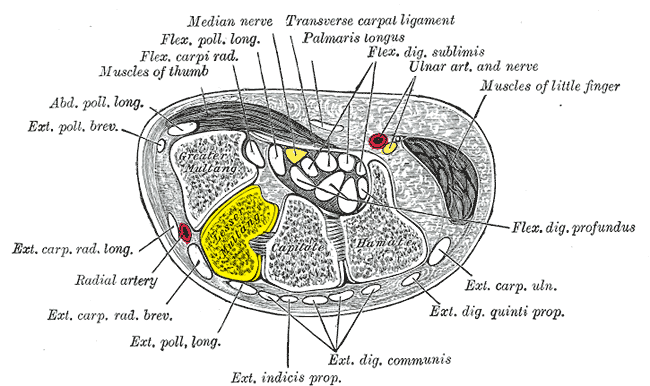
Поперечний розріз через зап'ясток (долонь вгорі, великий палець ліворуч). Трапецієподібна кістка виділена жовтим (позначена як «Lesser Multang»).
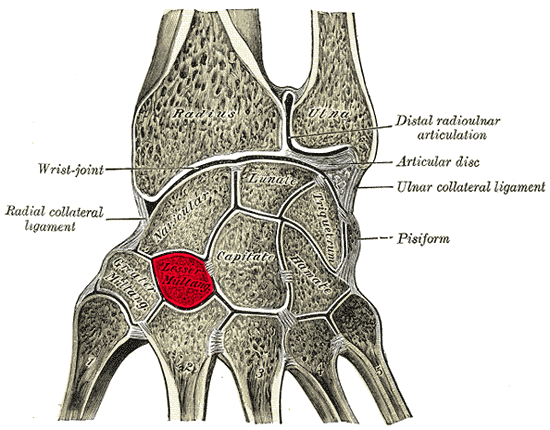
Поперечний розріз п'ятка (великий палець ліворуч). Трапецієподібна кістка виділена червоним (позначена як «Lesser Multang»).